# Lhota
Lhota (alttschechisch u. slowakisch: Lehota, abgeleitet von lhůta – Gnadenfrist) ist einer der häufigsten Ortsnamen in Tschechien.

## Entstehung
Dabei handelt es sich um Ortsgründungen des slawischen Landesausbaus im 12.–14. Jahrhundert, die für einen befristeten Zeitraum von der Zahlung von Abgaben und den Frondiensten befreit waren (vgl. auch „Újezd“ in den gleichen Gebieten). Die älteste Erwähnung erfolgte im Jahre 1199 für das heutige Dorf Nový Jiří in Ostböhmen, und in Mähren für Panská Lhota. In Böhmen gibt es 322 Siedlungen namens Lhota bzw. Lhotka, in Mähren 130. Das Verbreitungsgebiet erstreckt sich über Niederschlesien und Oberschlesien bis nördlich von Breslau in Polen. Dort war die Namensform Lgota verbreitet. In der Slowakei ist die Ortsbezeichnung als Lehota ebenfalls häufig. Manchmal tritt der Ortsname auch in Gruppen auf. In den früheren Bezirken Jilemnice und Pelhřimov bilden sie ein Zehntel der Ortsnamen.
In den deutschen Siedlungsgebieten wurde der Name in Welhotten, Ölhütten, Ellgoth oder ähnlich eingedeutscht, in Schlesien ist heute die polnische Namensform Ligota gebräuchlich.
Seit 1981 findet jährlich der Sjezd Lhot a Lehot statt, bei dem Einwohner der so benannten Ortschaften (Lhota und Lehota) aus der Slowakei und Tschechien zusammenkommen.

## Orte

### Gemeinden
Sortiert nach Okres und Name:
- Lhota Rapotina, Gemeinde im Okres Blansko
- Lhota u Lysic, Gemeinde im Okres Blansko
- Lhota u Olešnice, Gemeinde im Okres Blansko
- Lhota pod Hořičkami, Gemeinde im Okres Náchod
- Lhota pod Libčany, Gemeinde im Okres Hradec Králové
- Lhota u Kamenných Žehrovic, Gemeinde im Okres Kladno
- Lhota nad Labem, Gemeinde im Okres Mělník
- Lhota-Vlasenice, Gemeinde im Okres Pelhřimov
- Lhota u Lipníka nad Bečvou, Gemeinde im Okres Přerov
- Lhota u Příbramě, Gemeinde im Okres Příbram
- Lhota pod Radčem, Gemeinde im Okres Rokycany
- Lhota u Vsetína, Gemeinde im Okres Vsetín
- Lhota u Zlína, Gemeinde im Okres Zlín

Sortiert nach Bestimmungsname:
- Balkova Lhota, Gemeinde im Okres Tábor
- Bílá Lhota, Gemeinde im Okres Olomouc
- Bradlecká Lhota, Gemeinde im Okres Semily
- Dlouhá Lhota, Gemeinde im Okres Blansko
- Dlouhá Lhota u Dobříše, Gemeinde im Okres Příbram
- Francova Lhota, Gemeinde im Okres Vsetín
- Haškovcova Lhota, bis 1924 Lhota, Gemeinde im Okres Tábor
- Horní Lhota u Ostravy, Gemeinde im Okres Ostrava-město
- Hroznová Lhota, Gemeinde im Okres Hodonín
- Hurtova Lhota, Gemeinde im Okres Havlíčkův Brod
- Husí Lhota, Gemeinde im Okres Mladá Boleslav
- Chvalčova Lhota, Gemeinde im Okres Kroměříž
- Chodská Lhota, Gemeinde im Okres Domažlice
- Jestřabí Lhota, Gemeinde im Okres Kolín
- Kamenná Lhota, Gemeinde im Okres Havlíčkův Brod
- Klášterská Lhota, Gemeinde im Okres Trutnov
- Kostelní Lhota, Gemeinde im Okres Nymburk
- Králova Lhota, Gemeinde im Okres Písek
- Malá Lhota, Gemeinde im Okres Blansko
- Nová Lhota, Gemeinde im Okres Hodonín
- Ostrožská Lhota, Gemeinde im Okres Uherské Hradiště
- Písková Lhota u Poděbrad, Gemeinde im Okres Nymburk
- Podhradní Lhota, Gemeinde im Okres Kroměříž
- Podkopná Lhota, Gemeinde im Okres Zlín
- Rabštejnská Lhota, bis 1924 Lhota, Gemeinde im Okres Chrudim
- Radkova Lhota, Gemeinde im Okres Přerov
- Salačova Lhota, Gemeinde im Okres Pelhřimov
- Smetanova Lhota, Gemeinde im Okres Strakonice
- Suchá Lhota, Gemeinde im Okres Svitavy
- Uhlířská Lhota, Gemeinde im Okres Kolín
- Velká Lhota, Gemeinde im Okres Vsetín
- Vlachova Lhota, Gemeinde im Okres Zlín
- Vranová Lhota, Gemeinde im Okres Svitavy
- Vrbová Lhota, Gemeinde im Okres Nymburk
- Zábeštní Lhota, Gemeinde im Okres Přerov
- Zářecká Lhota, Gemeinde im Okres Ústí nad Orlicí

Sonstige Gemeinden:
- Lísek, bis 1951 Lhota, Gemeinde im Okres Žďár nad Sázavou

### Ortsteile
- Lhota, Ortsteil von Lísek, Okres Žďár nad Sázavou
- Lhota, Ortsteil von Chříč, Okres Plzeň-sever; siehe Lhota (Chříč)
- Lhota, Ortsteil von Číměř,  Okres Jindřichův Hradec; siehe Lhota (Číměř)
- Lhota, Ortsteil von Čistá, Okres Rakovník; siehe Lhota (Čistá)
- Lhota, Ortsteil von Trutnov,  Okres Trutnov; siehe Lhota (Trutnov)
- Lhota, Ortsteil von Valašské Meziříčí,  Okres Vsetín; siehe Lhota (Valašské Meziříčí)
- Lhota, Ortsteil von Vyškov,  Okres Vyškov; siehe Lhota (Vyškov)
- Lhota, Ortsteil von Liběšice u Žatce,  Okres Louny
- Lhota pod Džbánem, Ortsteil von Mutějovice,  Okres Rakovník
- Lhota u Skutče, Ortsteil von Skuteč, Okres Chrudim
- Bližší Lhota, Ortsteil von Horní Planá,  Okres Český Krumlov
- Červená Lhota, Ortsteil von Bílá Lhota, Okres Olomouc
- Červená Lhota, Ortsteil von Pluhův Žďár, Okres Jindřichův Hradec, mit dem gleichnamigen Wasserschloss
- Dolní Lhota (Svojanov), Ortsteil von Svojanov, Okres Svitavy
- Jobova Lhota, Ortsteil von Kněževes, Okres Blansko
- Malá Lhota (Velká Lhota), Ortsteil von Velká Lhota, Okres Vsetín
- Manova Lhota, Ortsteil von Rohozná, Okres Svitavy
- Řešetova Lhota, Ortsteil von Studnice u Náchoda, Okres Náchod
- Starojická Lhota, Ortsteil von Starý Jičín, Okres Nový Jičín

### Wüstungen
- Haškova Lhota, Okres Pardubice, Okres Hradec Králové
- Lhota (Šternberk), aufgelassener Ortsteil der Stadt Šternberk im Okres Olomouc

## Namensträger
- Adalbert H. Lhota (1946–2022), österreichisch-schweizerischer Vorsitzender der Geschäftsführung des Automobilclubs von Deutschland
- Antonín Lhota (1812–1905), böhmischer Maler und Professor
- Joe Lhota (* 1954), US-amerikanischer Politiker, öffentlicher Bediensteter, Lobbyist und Investmentbanker